# Leichtathletik-Europameisterschaften 1978/200 m der Männer

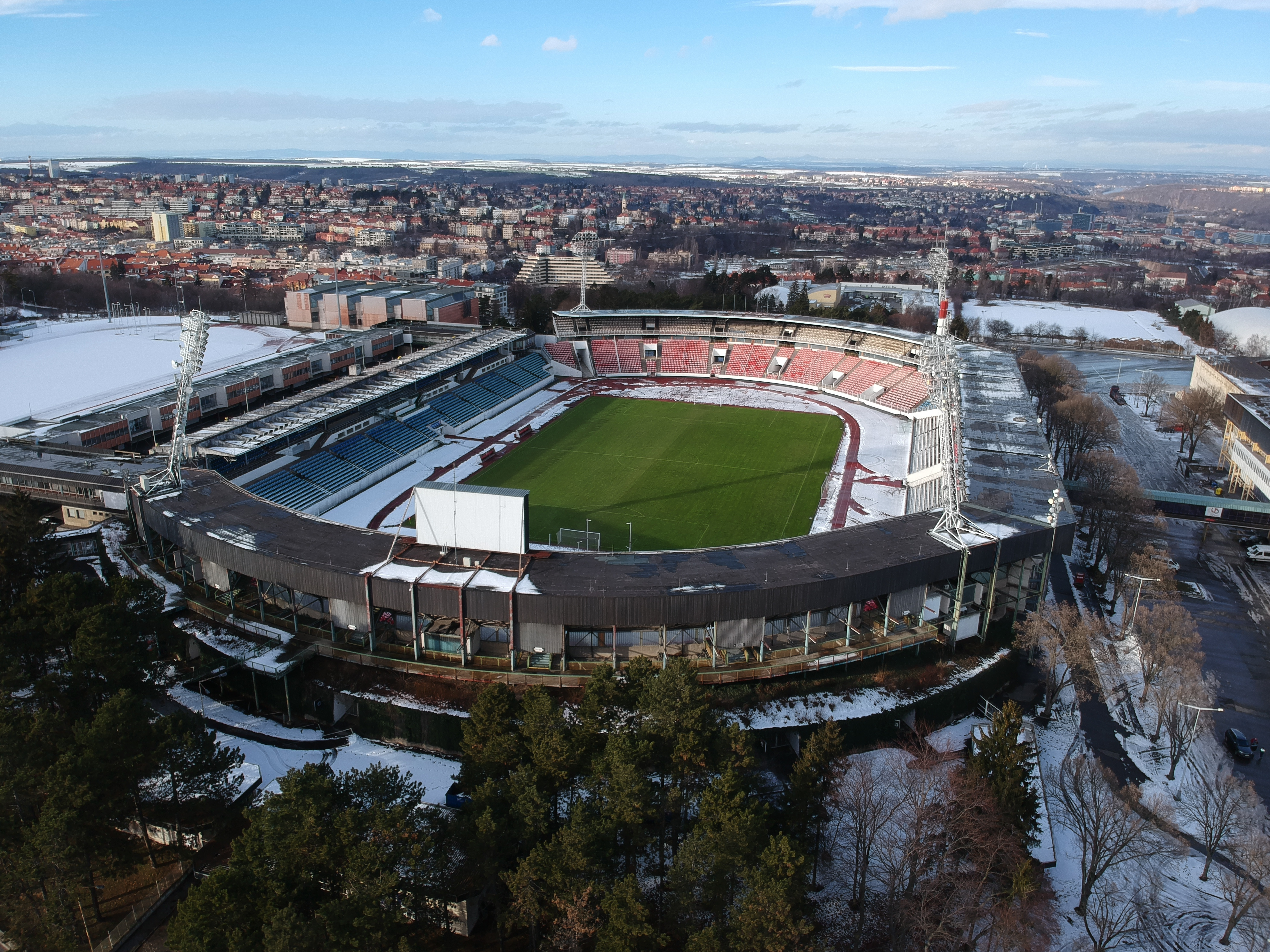
Das Stadion Evžena Rošického von Prag im Jahr 2009

Der 200-Meter-Lauf der Männer bei den Leichtathletik-Europameisterschaften 1978 wurde am 31. August und 1. September 1978 im Stadion Evžena Rošického von Prag ausgetragen.
Europameister wurde der italienische 100-Meter-Sieger Pietro Mennea, der 1974 Vizeeuropameister über 100 Meter und Europameister über 200 Meter geworden war. Den zweiten Platz belegte der DDR-Sprinter Olaf Prenzler. Bronze ging an den Schweizer Peter Muster.

## Rekorde

### Bestehende Rekorde
| Weltrekord           | 19,83 s | Tommie Smith   | OS Mexiko-Stadt, Mexiko                        | 16. Oktober 1968  |
| Europarekord         | 20,00 s | Walerij Borsow | OS München, BR Deutschland (heute Deutschland) | 4. September 1972 |
| Meisterschaftsrekord | 20,31 s | Walerij Borsow | EM Helsinki, Finnland                          | 13. August 1971   |

### Rekordverbesserung
Der italienische Europameister Pietro Mennea verbesserte den bestehenden Meisterschaftsrekord im Finale am 1. September bei einem Gegenwind von 0,2 m/s um fünfzehn Hundertstelsekunden auf 20,16 s. Zum Europarekord fehlten ihm sechzehn Hundertstelsekunden, zum Weltrekord 33 Hundertstelsekunden.

## Legende
Kurze Übersicht zur Bedeutung der Symbolik – so üblicherweise auch in sonstigen Veröffentlichungen verwendet:
| CR  | Championshiprekord                       |
| DNF | Wettkampf nicht beendet (did not finish) |

## Vorrunde
31. August 1978
Die Vorrunde wurde in vier Läufen durchgeführt. Die ersten vier Athleten pro Lauf – hellblau unterlegt – qualifizierten sich für das Halbfinale.

### Vorlauf 1

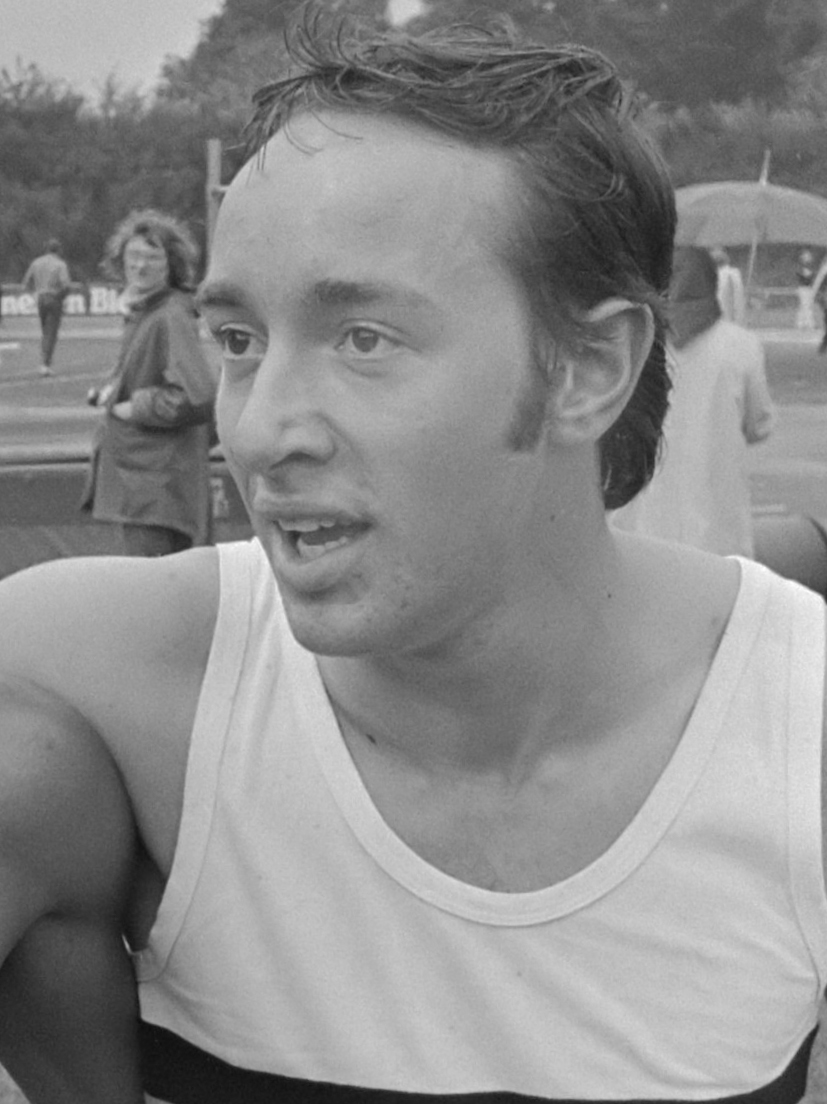
Lambert Micha, über 100 Meter im Halbfinale, schied als Achter seines Vorlaufs aus

Wind: +0,5 m/s
| Platz | Name               | Nation         | Zeit (s) |
| ----- | ------------------ | -------------- | -------- |
| 1     | Pietro Mennea      | Italien        | 20,70    |
| 2     | Leszek Dunecki     | Polen          | 21,01    |
| 3     | Dragan Zaric       | Jugoslawien    | 21,13    |
| 4     | David Jenkins      | Großbritannien | 21,16    |
| 5     | Roland Bombardella | Luxemburg      | 21,17    |
| 6     | Lambert Micha      | Belgien        | 21,36    |

### Vorlauf 2
Wind: −1,5 m/s
| Platz | Name                   | Nation           | Zeit (s) |
| ----- | ---------------------- | ---------------- | -------- |
| 1     | Alexander Aksinin      | Sowjetunion      | 20,97    |
| 2     | Joseph Arame           | Frankreich       | 21,32    |
| 3     | Antti Rajamäki         | Finnland         | 21,34    |
| 4     | Klaus Thiele           | DDR              | 21,36    |
| 5     | Luděk Bohman           | Tschechoslowakei | 21,39    |
| 6     | Mike Bayle             | Luxemburg        | 21,48    |
| 7     | Vilmundur Vilhjalmsson | Island           | 21,80    |

### Vorlauf 3
Wind: −0,3 m/s
| Platz | Name                | Nation           | Zeit (s) |
| ----- | ------------------- | ---------------- | -------- |
| 1     | Pascal Barré        | Frankreich       | 20,78    |
| 2     | Wolodymyr Ihnatenko | Sowjetunion      | 20,98    |
| 3     | Luis Sarria         | Spanien          | 21,18    |
| 4     | Martin Pelach       | Tschechoslowakei | 21,48    |
| 5     | Pawel Pawlow        | Bulgarien        | 21,50    |
| DNF   | Renno Roelandt      | Belgien          |          |

### Vorlauf 4
Wind: +0,2 m/s
| Platz | Name             | Nation           | Zeit (s) |
| ----- | ---------------- | ---------------- | -------- |
| 1     | Zenon Licznerski | Polen            | 20,82    |
| 2     | Wladimir Iwanow  | Bulgarien        | 20,96    |
| 3     | Olaf Prenzler    | DDR              | 20,97    |
| 4     | Peter Muster     | Schweiz          | 21,04    |
| 5     | Trevor Hoyte     | Großbritannien   | 21,24    |
| 6     | Patrick Barré    | Frankreich       | 21,27    |
| 7     | Marian Kralik    | Tschechoslowakei | 21,47    |

## Halbfinale
31. August 1978Uhr
In den beiden Halbfinalläufen qualifizierten sich die jeweils ersten ver. Athleten – hellblau unterlegt – für das Finale.

### Lauf 1
Wind: −0,2 m/s
| Platz | Name                | Nation           | Zeit (s) |
| ----- | ------------------- | ---------------- | -------- |
| 1     | Pietro Mennea       | Italien          | 20,40    |
| 2     | Peter Muster        | Schweiz          | 20,63    |
| 3     | Leszek Dunecki      | Polen            | 20,64    |
| 4     | Olaf Prenzler       | DDR              | 20,69    |
| 5     | Wolodymyr Ihnatenko | Sowjetunion      | 20,74    |
| 6     | Joseph Arame        | Frankreich       | 21,08    |
| 7     | Antti Rajamäki      | Finnland         | 21,19    |
| 8     | Martin Pelach       | Tschechoslowakei | 21,59    |

### Lauf 2
Wind: ±0,0 m/s
| Platz | Name              | Nation         | Zeit (s) |
| ----- | ----------------- | -------------- | -------- |
| 1     | Pascal Barré      | Frankreich     | 20,96    |
| 2     | Wladimir Iwanow   | Bulgarien      | 20,96    |
| 3     | Alexander Aksinin | Sowjetunion    | 21,08    |
| 4     | Zenon Licznerski  | Polen          | 21,10    |
| 5     | Luis Sarria       | Spanien        | 21,24    |
| 6     | Dragan Zaric      | Jugoslawien    | 21,28    |
| 7     | David Jenkins     | Großbritannien | 21,59    |
| DNF   | Klaus Thiele      | DDR            |          |

## Finale

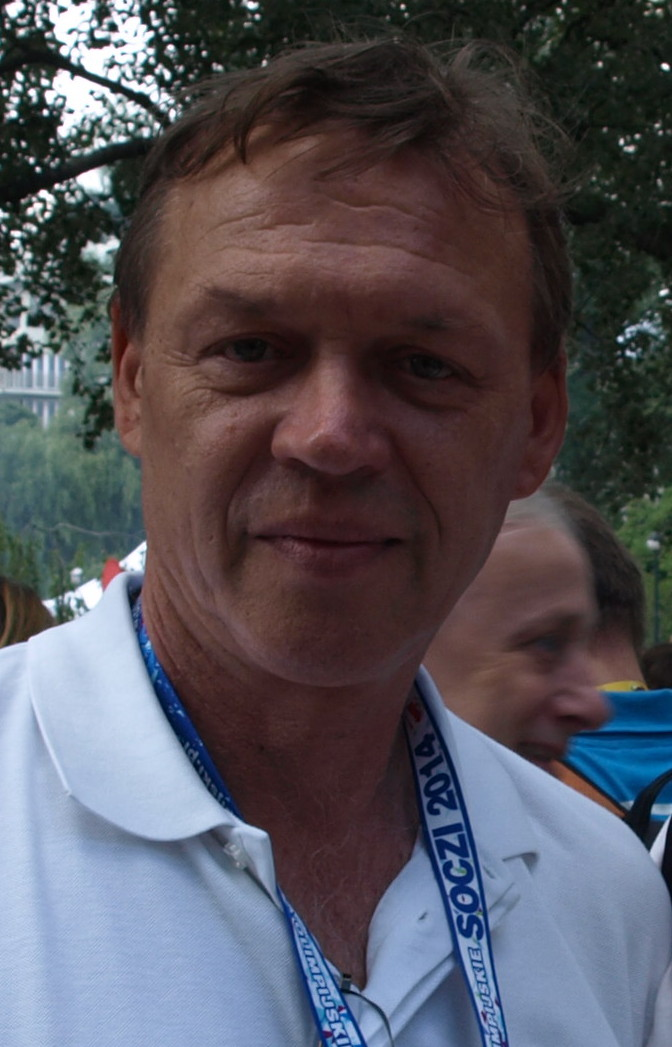
Leszek Dunecki belegte Rang vier – über 100 Meter hatte er das Halbfinale erreicht

1. September 1978, 18:30 Uhr
Wind: −0,2 m/s
| Platz | Name              | Nation      | Zeit (s) |
| ----- | ----------------- | ----------- | -------- |
| 1     | Pietro Mennea     | Italien     | 20,16 CR |
| 2     | Olaf Prenzler     | DDR         | 20,61    |
| 3     | Peter Muster      | Schweiz     | 20,64    |
| 4     | Leszek Dunecki    | Polen       | 20,68    |
| 5     | Pascal Barré      | Frankreich  | 20,70    |
| 6     | Zenon Licznerski  | Polen       | 20,74    |
| 7     | Alexander Aksinin | Sowjetunion | 20,87    |
| 8     | Wladimir Iwanow   | Bulgarien   | 20,92    |